# Bahnstrecke Hannover–Braunschweig
| | |                                                                   |                                                                   |
| Streckennummer (DB): | 1730 1731 Tiergarten–Misburg, stillgelegt 1734 Hannover–Lehrte (S-Bahn) 1910 Groß Gleidingen–Braunschweig (3. Gleis)                                                                                           |                                                                   |                                                                   |
| Kursbuchstrecke (DB): | 310 Hannover–Lehrte: 360.3, 360.6.7 |                                                                   |                                                                   |
| Kursbuchstrecke: | 183 (1934) 181, 185, 186, 193 (Hannover Hbf – Lehrte 1934) 192a (Groß Gleidingen – Braunschweig Hbf 1934) 207 (1946) 204, 208, 211 (Hannover Hbf – Lehrte 1946) 207c (Groß Gleidingen – Braunschweig Hbf 1946) |                                                                   |                                                                   |
| Streckenlänge: | 61 km |                                                                   |                                                                   |
| Spurweite: | 1435 mm (Normalspur) |                                                                   |                                                                   |
| Streckenklasse: | D4 |                                                                   |                                                                   |
| Stromsystem: | 15 kV 16,7 Hz ~ |                                                                   |                                                                   |
| Streckengeschwindigkeit: | 140 km/h (Lehrte–Groß Gleidingen) 160 km/h |                                                                   |                                                                   |
| Zugbeeinflussung: | PZB |                                                                   |                                                                   |
| Zweigleisigkeit: | durchgehend |                                                                   |                                                                   |
| | |                                                                   |                                                                   |
| \| \| \| von Minden, von Buchholz (Nordheide), von Celle \| \| \| \| \| Bft Abstellgruppe Celler Str. / Hagenkamp \| \| \| \| 0,0 \| Hannover Hbf \| Hannover Hbf \| \| \| \| \| \| \| \| 0 \| Hannöversche Südbahn nach Kassel Schnellfahrstrecke nach Würzburg \| Hannöversche Südbahn nach Kassel Schnellfahrstrecke nach Würzburg \| \| \| \| \| \| \| \| \| Bf Abstellbahnhof Pferdeturm (Bft) \| \| \| \| \| B 3 (Messeschnellweg) \| \| \| \| 3,5 \| Hannover-Kleefeld \| Hannover-Kleefeld \| \| \| 4,7 \| Hannover Karl-Wiechert-Allee (Abzw bzw. Bf) \| Hannover Karl-Wiechert-Allee (Abzw bzw. Bf) \| \| \| 6,0 \| Hannover Tiergarten (Abzw) \| Hannover Tiergarten (Abzw) \| \| \| \| neue Trasse ab 1906, alte Trasse 2003 stillgelegt \| \| \| \| \| Hannover Tiergarten \| \| \| \| \| Güterumgehungsbahn von Linden \| \| \| \| ~8,0 \| Mittellandkanal \| Mittellandkanal \| \| \| 8,4 \| Hannover-Anderten-Misburg \| Hannover-Anderten-Misburg \| \| \| \| Misburg \| \| \| \| 10,7 \| Lehrte Harst (Üst) \| Lehrte Harst (Üst) \| \| \| ~10,8 \| A 7 \| A 7 \| \| \| 11,5 \| Ahlten \| Ahlten \| \| \| 13,6 \| Lehrte-Ahlten (Bft) \| Lehrte-Ahlten (Bft) \| \| \| 14,9 \| Lehrte West GVZ \| Lehrte West GVZ \| \| \| \| zur Strecke nach Hamburg-Harburg \| \| \| \| \| von Hamburg-Harburg \| \| \| \| 16,1 \| Lehrte Pbf (Bft) \| Lehrte Pbf (Bft) \| \| \| \| alte Trasse nach Hildesheim (bis 1990) \| \| \| \| \| nach Berlin \| \| \| \| ~19,0 \| neue Trasse nach Hildesheim (seit 1990) \| neue Trasse nach Hildesheim (seit 1990) \| \| \| 20,8+208 \| Ramhorst (Üst) \| Ramhorst (Üst) \| \| \| 20,8+389,8 20,9+52,0 \| \| \| \| \| 25,9 \| Hämelerwald \| Hämelerwald \| \| \| \| ehem. Kreisbahn nach Hildesheim \| \| \| \| 30,5 \| Vöhrum (ehem. Bf) \| Vöhrum (ehem. Bf) \| \| \| 32,6 \| ehem. Strecke nach Bülten \| ehem. Strecke nach Bülten \| \| \| 34,0 \| ehem. Strecke von Stederdorf \| ehem. Strecke von Stederdorf \| \| \| 35,2 \| Peine \| Peine \| \| \| \| von Broistedt \| \| \| \| 36,9 \| Peine Gbf \| Peine Gbf \| \| \| \| Mittellandkanal \| \| \| \| 40,9 \| Woltorf \| Woltorf \| \| \| 44,4 \| Sierße \| Sierße \| \| \| 46,5 \| Vechelde \| Vechelde \| \| \| 49,9 \| Wierthe (Anst) \| Wierthe (Anst) \| \| \| \| Stichkanal Salzgitter \| \| \| \| \| Strecke von Hildesheim \| \| \| \| 52,8 \| Groß Gleidingen \| Groß Gleidingen \| \| \| \| nach Beddingen \| \| \| \| 54,4 \| Groß Gleidingen Ostkopf (Bft Abzw) \| Groß Gleidingen Ostkopf (Bft Abzw) \| \| \| 56,3 \| Broitzem \| Broitzem \| \| \| \| Braunschweig Nord–Lichtenberg[1] \| \| \| \| 58,2 \| Braunschweig Gabelung (Abzw) \| Braunschweig Gabelung (Abzw) \| \| \| \| ehem. Strecke von Braunschweig West \| \| \| \| \| A 391 \| \| \| \| \| ehem. Zufahrten zum alten Hauptbahnhof \| \| \| \| \| Strecke von Bad Harzburg \| \| \| \| 59,6 \| Braunschweig Okerbrücke (Abzw) \| Braunschweig Okerbrücke (Abzw) \| \| \| \| Oker \| \| \| \| \| nach Braunschweig Rbf \| \| \| \| 61,0 \| Braunschweig Hbf \| Braunschweig Hbf \| \| \| \| nach Gifhorn \| \| \| \| \| \| \| \| \| \| Weddeler Schleife nach Fallersleben nach Magdeburg \| \| \| \| \| \| \| \| \| \| \| \| \| Quellen: [2][3] \| \| \| \| | |                                                                   |                                                                   |
| Strecke · Strecke | | von Minden, von Buchholz (Nordheide), von Celle                   | von Minden, von Buchholz (Nordheide), von Celle                   |
| Strecke · Strecke · Blockstelle | | Bft Abstellgruppe Celler Str. / Hagenkamp                         | Bft Abstellgruppe Celler Str. / Hagenkamp                         |
| Bahnhof · Bahnhof · S-Bahnhof | 0,0 | Hannover Hbf                                                      | Hannover Hbf                                                      |
| | |                                                                   |                                                                   |
| Strecke nach rechts · Strecke · Strecke | 0 | Hannöversche Südbahn nach Kassel Schnellfahrstrecke nach Würzburg | Hannöversche Südbahn nach Kassel Schnellfahrstrecke nach Würzburg |
| | |                                                                   |                                                                   |
| Dienststation / Betriebs- oder Güterbahnhof · Dienststation / Betriebs- oder Güterbahnhof | | Bf Abstellbahnhof Pferdeturm (Bft)                                | Bf Abstellbahnhof Pferdeturm (Bft)                                |
| Brücke · Brücke | | B 3 (Messeschnellweg)                                             | B 3 (Messeschnellweg)                                             |
| ehemaliger Haltepunkt / Haltestelle · S-Bahn-Halt | 3,5 | Hannover-Kleefeld                                                 | Hannover-Kleefeld                                                 |
| Dienststation / Betriebs- oder Güterbahnhof · S-Bahnhof | 4,7 | Hannover Karl-Wiechert-Allee (Abzw bzw. Bf)                       | Hannover Karl-Wiechert-Allee (Abzw bzw. Bf)                       |
| Strecke von links · Strecke nach rechts und von links · Abzweig ehemals geradeaus und nach rechts | 6,0 | Hannover Tiergarten (Abzw)                                        | Hannover Tiergarten (Abzw)                                        |
| Strecke · Strecke · Strecke (außer Betrieb) | | neue Trasse ab 1906, alte Trasse 2003 stillgelegt                 | neue Trasse ab 1906, alte Trasse 2003 stillgelegt                 |
| ehemaliger Haltepunkt / Haltestelle · Strecke · Strecke (außer Betrieb) | | Hannover Tiergarten                                               | Hannover Tiergarten                                               |
| Kreuzung geradeaus unten · Kreuzung geradeaus unten · Abzweig ehemals geradeaus und von rechts | | Güterumgehungsbahn von Linden                                     | Güterumgehungsbahn von Linden                                     |
| Brücke über Wasserlauf · Brücke über Wasserlauf · Brücke über Wasserlauf | ~8,0 | Mittellandkanal                                                   | Mittellandkanal                                                   |
| ehemaliger Haltepunkt / Haltestelle · S-Bahn-Halt · Strecke | 8,4 | Hannover-Anderten-Misburg                                         | Hannover-Anderten-Misburg                                         |
| Strecke · Strecke · Dienststation / Betriebs- oder Güterbahnhof | | Misburg                                                           | Misburg                                                           |
| Strecke · Überleitstelle / Spurwechsel · Strecke | 10,7 | Lehrte Harst (Üst)                                                | Lehrte Harst (Üst)                                                |
| Strecke mit Straßenbrücke · Strecke mit Straßenbrücke · Strecke mit Straßenbrücke | ~10,8 | A 7                                                               | A 7                                                               |
| ehemaliger Haltepunkt / Haltestelle · S-Bahn-Halt · ehemaliger Haltepunkt / Haltestelle | 11,5 | Ahlten                                                            | Ahlten                                                            |
| Strecke · Dienststation / Betriebs- oder Güterbahnhof · Dienststation / Betriebs- oder Güterbahnhof | 13,6 | Lehrte-Ahlten (Bft)                                               | Lehrte-Ahlten (Bft)                                               |
| Dienststation / Betriebs- oder Güterbahnhof · Dienststation / Betriebs- oder Güterbahnhof · Dienststation / Betriebs- oder Güterbahnhof | 14,9 | Lehrte West GVZ                                                   | Lehrte West GVZ                                                   |
| Strecke · Strecke · Strecke nach links | | zur Strecke nach Hamburg-Harburg                                  | zur Strecke nach Hamburg-Harburg                                  |
| Strecke nach links · Strecke nach links und von rechts · Abzweig von links und von rechts | | von Hamburg-Harburg                                               | von Hamburg-Harburg                                               |
| Bahnhof · S-Bahnhof | 16,1 | Lehrte Pbf (Bft)                                                  | Lehrte Pbf (Bft)                                                  |
| Abzweig geradeaus und ehemals nach rechts · Strecke | | alte Trasse nach Hildesheim (bis 1990)                            | alte Trasse nach Hildesheim (bis 1990)                            |
| Abzweig geradeaus und nach links · Kreuzung geradeaus oben | | nach Berlin                                                       | nach Berlin                                                       |
| Kreuzung geradeaus unten · Strecke nach rechts | ~19,0 | neue Trasse nach Hildesheim (seit 1990)                           | neue Trasse nach Hildesheim (seit 1990)                           |
| Überleitstelle / Spurwechsel | 20,8+208 | Ramhorst (Üst)                                                    | Ramhorst (Üst)                                                    |
| Kilometer-Wechsel | 20,8+389,8 20,9+52,0 |                                                                   |                                                                   |
| Bahnhof | 25,9 | Hämelerwald                                                       | Hämelerwald                                                       |
| Abzweig geradeaus und ehemals nach rechts | | ehem. Kreisbahn nach Hildesheim                                   | ehem. Kreisbahn nach Hildesheim                                   |
| Haltepunkt / Haltestelle | 30,5 | Vöhrum (ehem. Bf)                                                 | Vöhrum (ehem. Bf)                                                 |
| Abzweig geradeaus und ehemals nach rechts | 32,6 | ehem. Strecke nach Bülten                                         | ehem. Strecke nach Bülten                                         |
| Abzweig geradeaus und ehemals von links | 34,0 | ehem. Strecke von Stederdorf                                      | ehem. Strecke von Stederdorf                                      |
| Bahnhof | 35,2 | Peine                                                             | Peine                                                             |
| Abzweig geradeaus und von rechts | | von Broistedt                                                     | von Broistedt                                                     |
| Dienststation / Betriebs- oder Güterbahnhof | 36,9 | Peine Gbf                                                         | Peine Gbf                                                         |
| Brücke über Wasserlauf | | Mittellandkanal                                                   | Mittellandkanal                                                   |
| ehemaliger Bahnhof | 40,9 | Woltorf                                                           | Woltorf                                                           |
| ehemaliger Haltepunkt / Haltestelle | 44,4 | Sierße                                                            | Sierße                                                            |
| Bahnhof | 46,5 | Vechelde                                                          | Vechelde                                                          |
| Blockstelle | 49,9 | Wierthe (Anst)                                                    | Wierthe (Anst)                                                    |
| Brücke über Wasserlauf | | Stichkanal Salzgitter                                             | Stichkanal Salzgitter                                             |
| Abzweig geradeaus und von rechts | | Strecke von Hildesheim                                            | Strecke von Hildesheim                                            |
| Dienststation / Betriebs- oder Güterbahnhof | 52,8 | Groß Gleidingen                                                   | Groß Gleidingen                                                   |
| Abzweig geradeaus, nach rechts und von rechts | | nach Beddingen                                                    | nach Beddingen                                                    |
| Blockstelle | 54,4 | Groß Gleidingen Ostkopf (Bft Abzw)                                | Groß Gleidingen Ostkopf (Bft Abzw)                                |
| ehemaliger Bahnhof | 56,3 | Broitzem                                                          | Broitzem                                                          |
| Abzweig quer, von links und von rechts (Strecke außer Betrieb) · Kreuzung (Querstrecke außer Betrieb) | | Braunschweig Nord–Lichtenberg                                     | Braunschweig Nord–Lichtenberg                                     |
| Strecke (außer Betrieb) · Blockstelle | 58,2 | Braunschweig Gabelung (Abzw)                                      | Braunschweig Gabelung (Abzw)                                      |
| Abzweig geradeaus und nach links (Strecke außer Betrieb) · Kreuzung geradeaus oben (Querstrecke außer Betrieb) · Abzweig von links und von rechts (Strecke außer Betrieb) | | ehem. Strecke von Braunschweig West                               | ehem. Strecke von Braunschweig West                               |
| Brücke (Strecke außer Betrieb) · Brücke · Brücke (Strecke außer Betrieb) | | A 391                                                             | A 391                                                             |
| Strecke (außer Betrieb) · Strecke · Abzweig nach links und von links (Strecke außer Betrieb) | | ehem. Zufahrten zum alten Hauptbahnhof                            | ehem. Zufahrten zum alten Hauptbahnhof                            |
| Kreuzung geradeaus oben (Strecke geradeaus außer Betrieb) · Kreuzung geradeaus oben · Abzweig ehemals geradeaus, ehemals nach rechts und von rechts | | Strecke von Bad Harzburg                                          | Strecke von Bad Harzburg                                          |
| Betriebsstelle Strecke bis hier außer Betrieb · Blockstelle · Strecke | 59,6 | Braunschweig Okerbrücke (Abzw)                                    | Braunschweig Okerbrücke (Abzw)                                    |
| Brücke über Wasserlauf · Brücke über Wasserlauf · Brücke über Wasserlauf | | Oker                                                              | Oker                                                              |
| Strecke nach rechts · Strecke · Strecke | | nach Braunschweig Rbf                                             | nach Braunschweig Rbf                                             |
| Bahnhof · Bahnhof | 61,0 | Braunschweig Hbf                                                  | Braunschweig Hbf                                                  |
| Strecke · Strecke nach links | | nach Gifhorn                                                      | nach Gifhorn                                                      |
| | |                                                                   |                                                                   |
| Strecke | | Weddeler Schleife nach Fallersleben nach Magdeburg                | Weddeler Schleife nach Fallersleben nach Magdeburg                |
| | |                                                                   |                                                                   |
| | |                                                                   |                                                                   |
| Quellen: | |                                                                   |                                                                   |

Die Bahnstrecke Hannover–Braunschweig ist eine 1843 und 1844 eröffnete Hauptbahn in Niedersachsen. Sie war die erste Bahnstrecke, die die Stadt Hannover erreichte, und die erste, die von der Hannoverschen Staatsbahn betrieben wurde. Heute ist sie eine der wichtigsten Strecken im Ost-West-Verkehr. Der bedeutendste Zwischenhalt ist Peine.

## Verlauf
Die Strecke verläuft flach und gradlinig durch die norddeutsche Tiefebene. Sie verlässt Hannover nach Osten. Ursprünglich führte sie fast schnurgerade nach Lehrte, die heutige Verbindung macht einen leichten Bogen über Anderten nach Süden. In Lehrte wird sie mit mehreren anderen Hauptstrecken, darunter der Berlin-Lehrter Bahn, die hier zur Schnellfahrstrecke Hannover–Berlin ausgebaut ist, verknüpft. Von hier aus wendet sie sich in südöstlicher Richtung nach Peine. Sie verläuft weiter nach Südosten und nimmt in Groß Gleidingen, einem Ortsteil der Gemeinde Vechelde, die 44 Jahre jüngere Bahnstrecke Hildesheim–Braunschweig auf. Hier wechselt sie wieder in östliche Richtung und erreicht Braunschweig von Südwesten her.

## Geschichte

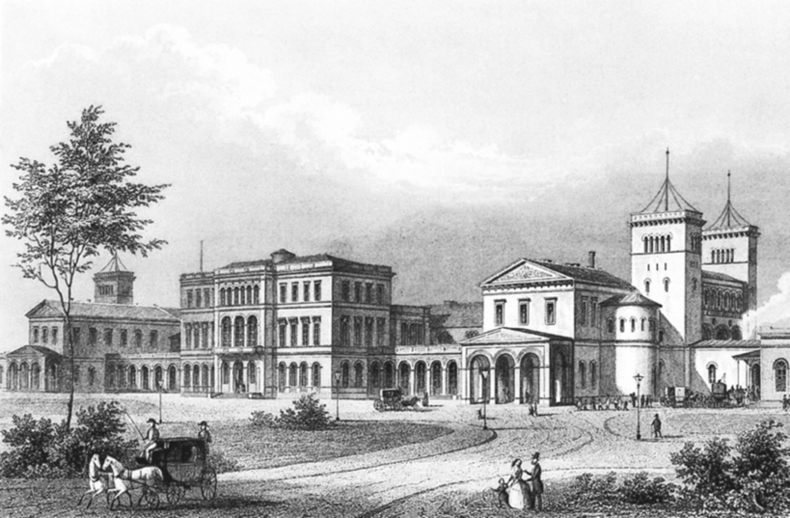
Centralbahnhof Hannover 1850

### Hannoversche und Braunschweigische Zeit

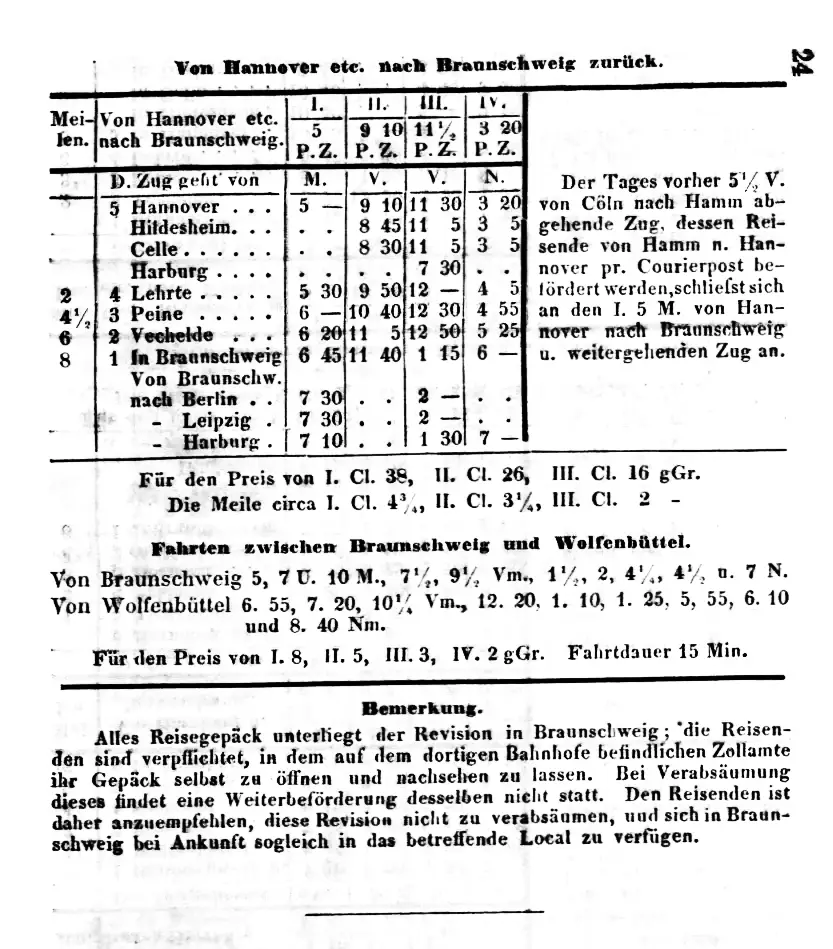
Fahrplan an Hannover 1847

Das Herzogtum Braunschweig war der Eisenbahn gegenüber früh aufgeschlossen. Auf Betreiben des damaligen braunschweigischen Finanzministers und Staatsbankchefs Philipp August von Amsberg wurde bereits 1838 das Teilstück von Braunschweig nach Wolfenbüttel der heutigen Bahnstrecke Braunschweig–Bad Harzburg als erste Staatsbahn in Deutschland eröffnet. Sowohl Braunschweig als auch Preußen machten Druck auf das Königreich Hannover, eine Ost-West-Verbindung mit dem neuen Verkehrsmittel zuzulassen. Der damalige König Ernst August I. war jedoch noch ablehnend. Erst als er selbst eine Probefahrt auf der braunschweigischen Strecke mitgemacht hatte und sich selbige als erfolgreich erwies, stimmte er 1841 einer Eisenbahn in seine Hauptstadt zu. Es wurde ein Staatsvertrag mit Preußen und Braunschweig geschlossen, der eine Verbindung vom preußischen Minden über Hannover nach Braunschweig vorsah. Die Skepsis reichte allerdings noch aus, der Staatseisenbahn vorzuschreiben, in Hannover nur einen kleinen Bahnhof zu errichten und den Betriebsmittelpunkt und die ersten abzweigenden Strecken in Lehrte einzurichten.
1842 begannen die Bauarbeiten. Am 22. Oktober 1843 wurde die Strecke von Hannover bis Lehrte eröffnet, am 3. Dezember war Peine erreicht und am 19. Mai 1844 Braunschweig. Auch der östlich von Peine gelegene braunschweigische Abschnitt wurde von der Hannoverschen Staatsbahn betrieben. Bereits ab Juli 1843 konnte man von Braunschweig über Wolfenbüttel, Jerxheim und Oschersleben bis nach Magdeburg fahren.
In Braunschweig wurde nur neun Jahre nach der ersten Eisenbahn in Deutschland bereits der erste Bahnhof durch einen zweiten ersetzt, wiederum ein Kopfbahnhof, der den Durchgangsverkehr noch bis 1960 behindern sollte.
Das Netz entwickelte sich nun schnell. 1845 wurde die Bahnstrecke Lehrte–Celle, 1846 die von Lehrte nach Hildesheim eröffnet. Da sie quer zur Braunschweiger Strecke liegen, wird dieses Gebilde auch als „Kreuzbahn“ bezeichnet. 1847 wurde von Celle aus Harburg erreicht. Monate später konnte man von Hannover bis Minden und von dort weiter bis Köln fahren, damit bestand die erste Fernverbindung Berlin–Köln. Ebenfalls noch 1847 wurde mit der Bahnstrecke Wunstorf–Bremen der zweite wichtige Zulauf aus Westen eingerichtet. 1853 wurde mit der „Hannöverschen Südbahn“ Hannover–Kassel erstmals eine Zweigstrecke in Hannover selbst angelegt. 1862 wurde die Strecke zwischen Hannover und Braunschweig zweigleisig ausgebaut.

### Ab 1870
1871 wurde die Berlin-Lehrter Bahn an diese Strecke angeschlossen, die den kritischen Knoten Braunschweig umging. Sie nahm jetzt den schnellen Verkehr von und nach Berlin auf. Der schnell wachsende Verkehr sorgte jedoch dafür, dass die Verbindung über Braunschweig auch weiter intensiv genutzt wurde.
Von 1876 bis 1879 wurde der jetzige Hauptbahnhof in Hannover gebaut, da der alte überlastet war.
Im ersten Jahrzehnt des 20. Jahrhunderts wurden die Bahnanlagen in Hannover grundlegend umgestaltet. Hierbei wurde 1906 auch die Strecke Richtung Braunschweig zwischen dem Tiergarten und Lehrte nach Süden verlegt, um den Bahnhof Misburg zu entlasten. Die alte Trasse wurde Teil der ab 1909 befahrenen neuen Güterumgehungsbahn. Lehrte wurde erheblich ausgebaut. Eine Verbindungskurve ließ jetzt auch Fahrten von Hannover nach Hamburg ohne Fahrtrichtungswechsel, jedoch nur von der Güterumgehungsbahn, zu. Diese wurde in Kombination mit der Verbindung Abzw. Tiergarten – Misburg bis zur Eröffnung der „Hasenbahn“ Langenhagen–Celle 1938 und deren doppelgleisigem Ausbau und Elektrifizierung 1965 auch vom Personenfernverkehr Hannover–Hamburg, danach nur noch von einzelnen Fernverkehrszügen Köln–Hamburg und im Regionalverkehr (Vorläufer der heutigen S6) genutzt.

### 1950er bis heute
Man setzte die Pläne, einen Durchgangsbahnhof in Braunschweig zu errichten, endgültig um. Seit dem 1. Oktober 1960 wurde der jetzige Braunschweiger Hauptbahnhof angefahren. Auch das Hannoversche Gegenstück wurde in den siebziger Jahren beim Bau der Stadtbahn, die den Hauptbahnhof unterquert, umgestaltet.
Der Bundesverkehrswegeplan 1973 führte die Ausbaustrecke Dortmund–Hannover–Braunschweig als eines von acht geplanten Ausbauvorhaben im Bereich der Schienenwege. Als eine der ersten Maßnahmen wurde zwischen Groß Gleidingen und der Abzweigung Teufelsspring nach Salzgitter-Beddingen das dritte Gleis gelegt.
Nachdem der Abschnitt Hannover–Lehrte (zusammen mit der Güterumgehungsbahn) bereits 1963 elektrifiziert worden war, wurde 1976 der elektrische Betrieb auf der Gesamtstrecke aufgenommen. Bis dahin wurden im Güterverkehr noch häufig Dampflokomotiven eingesetzt, während in Hannover und Braunschweig Diesellokomotiven der Baureihen 216 und 220 für den Personenverkehr vorgehalten wurden.
In Lehrte wurde 1990 die Einführung der Hildesheimer Strecke verlegt. Wenig später begann hier der Ausbau der Schnellfahrstrecke Hannover–Berlin, deren Züge von Hannover bis Lehrte auf dieser Strecke fahren.
Zur Expo 2000 erhielt Hannover ein S-Bahn-System. Zwischen Hannover und Lehrte wurde eine zusätzliche Trasse nördlich der bisherigen Gleise verlegt, vom Hauptbahnhof bis kurz vor dem Haltepunkt Karl-Wiechert-Allee eingleisig, von dort bis kurz vor dem Haltepunkt Ahlten zweigleisig, bis Lehrte dann wieder eingleisig. 1998 wurde sie in Betrieb genommen. Die historischen Bahnsteige in Hannover-Kleefeld und Anderten-Misburg wurden abgerissen, Bahnsteigkanten befinden sich nur noch an den S-Bahn-Gleisen (Ausnahme: Bahnhof Karl-Wiechert-Allee in Richtung Hannover). Durch den Einbau von Weichen im Westen Lehrtes wurde die Fahrt von den Ferngleisen zur Verbindungskurve nach Celle möglich. Deshalb konnte die alte Trasse zwischen Tiergarten und Bahnhof Misburg aufgegeben werden, deren Erhalt den Neubau einer Kanalbrücke oder eine umfangreiche Verlegung erfordert hätte.
Bis zum Sommer 2008 wurde der Knoten in Lehrte erneut umgestaltet, um Güterzügen von der Umgehungsbahn und aus Celle eine kreuzungsfreie Fahrtmöglichkeit nach Hildesheim und Braunschweig zu geben, bei der die Gleise der Schnellfahrstrecke im Osten des Bahnhofes unterfahren werden. Die Fernzüge aus Wolfsburg und Braunschweig können Lehrte seitdem mit 120 km/h durchfahren.

### Planung
Im dritten Gutachterentwurf des Deutschlandtakts ist eine „Überwerfung Groß Gleidingen von Beddingen in Richtung Lehrte im Ostkopf“ unterstellt. Dafür sind, zum Preisstand von 2015, Investitionen von 45 Millionen Euro vorgesehen.
Die Station Broitzem soll wieder für den Halt von Personenzügen ausgebaut werden. Dies wurde am 28. März 2019 zwischen Land Niedersachsen, RGB und DB vereinbart.

### Unfall von Peine-Horst

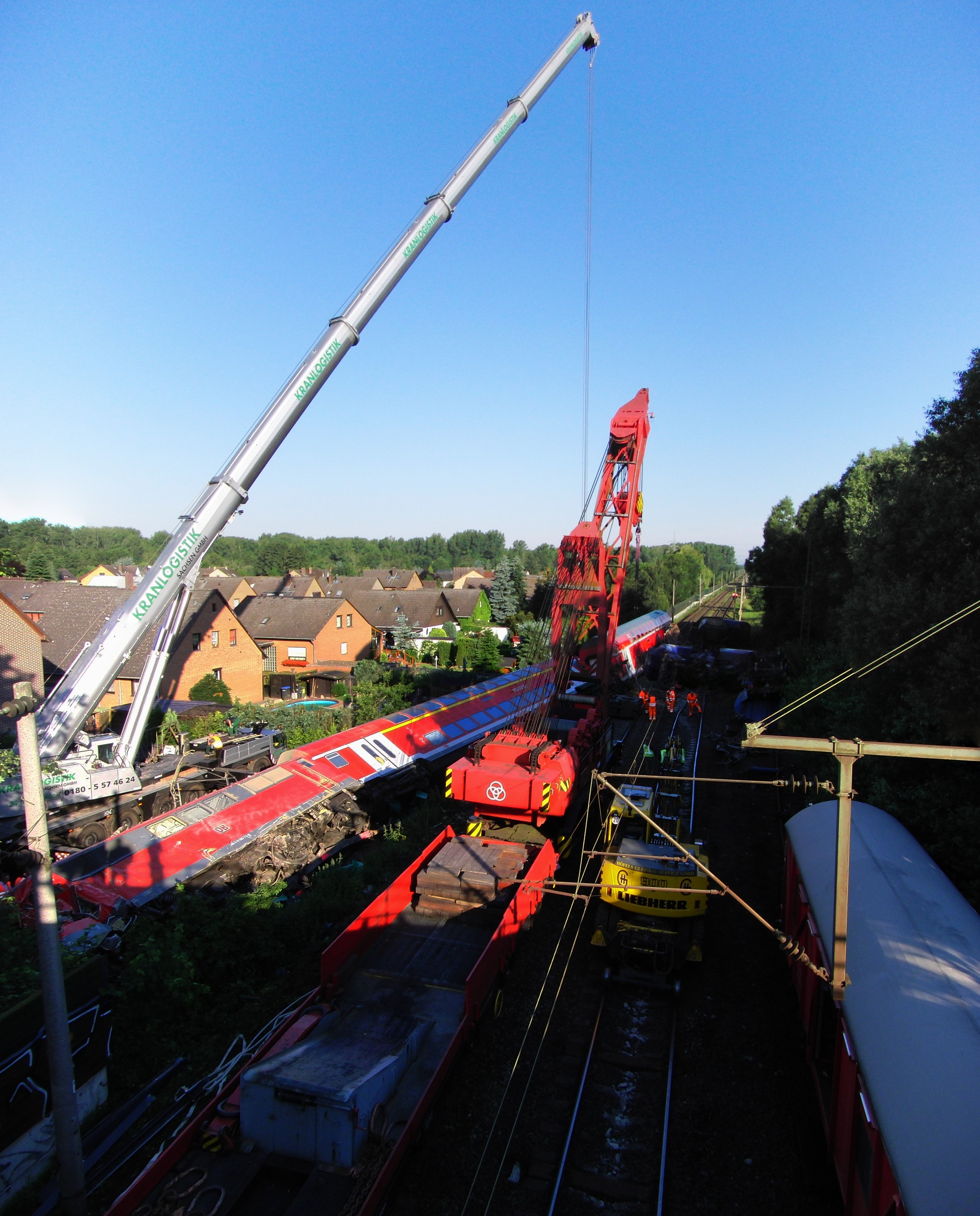
Unglück bei Peine-Horst

Am 16. Juni 2010 ereignete sich um 23.23 Uhr kurz vor einer Brücke bei Peine-Horst ein Zugunglück. Der Regional-Express 14019 von Rheine nach Braunschweig kollidierte mit einem unmittelbar zuvor auf dem Gegengleis entgleisten Güterzug der Mittelweserbahn, der mit Kies vom Harz ins Emsland unterwegs war. Der Triebfahrzeugführer des Regional-Express-Zuges wurde schwer, ein Zugbegleiter und 18 Reisende leicht verletzt. Es entstand ein Sachschaden von über fünf Millionen Euro.
Grund für den Unfall war ein loser Radreifen am zehnten Wagen des Güterzuges, der auf Grund nicht mehr erkennbarer Verdrehmarkierungen zum einen nicht entdeckt wurde, dessen Wagen zum anderen aber schon deshalb gar nicht mehr in einen Zug hätte eingestellt werden dürfen. Weiter hätte der Unfall verhindert werden können, wenn der Triebfahrzeugführer des Güterzuges und die beiden rückliegenden Fahrdienstleiter konsequent das Regelwerk umgesetzt hätten.

## Betrieb
Die Strecke wird in ganzer Länge jeweils im Zweistundentakt von den Intercity-Linien 55 (Köln–Hannover–Leipzig–Dresden) und 56 (Norddeich–Bremen–Hannover–Leipzig) befahren, nur einzelne Züge halten in Peine. Im Regionalverkehr verkehren die Linien RE 60 und RE 70 (Braunschweig–Hannover–Rheine/Bielefeld) der Westfalenbahn. Jene Regionalexpress-Züge bedienen zwischen Braunschweig und Lehrte alle Halte und verkehren im 20/40-Minuten-Takt zwischen Braunschweig und Hannover, stündlich weiter bis Löhne und anschließend jeweils zweistündlich nach Rheine oder Bielefeld. Ein echter Halbstundentakt ist aufgrund von Trassenkonflikten mit dem Fernverkehr nicht möglich. Der Betrieb wird täglich von 4 bis 24 Uhr gewährleistet, in den Wochenendnächten verkehren zusätzlich Nachtzüge im Zweistundentakt zwischen Braunschweig und Hannover als durchgängiges Angebot.
Westlich von Lehrte kommen die Züge der Lehrter Bahn, darunter die Intercity-Express aus Berlin, hinzu. Die S-Bahn Linien S6 (Celle–Hannover), S7 (Celle–Lehrte–Hannover) und S3 (Hildesheim–Lehrte–Hannover) fahren parallel auf eigenen Gleisen. Zwischen Groß Gleidingen und Braunschweig fahren auch die über die Bahnstrecke Hildesheim–Braunschweig verkehrenden Züge, darunter die ICE Frankfurt (M)–Berlin und der RE50.
Östlich von Lehrte herrscht auf der Strecke ein starker Güterverkehr. Die bis zu 6000 Tonnen schweren Erzzüge Hafen Hamburg–Groß GleidingenBeddingen für die Stahlwerke Salzgitter sind die schwersten Züge in Deutschland.
Die Strecke ist durchgehend zweigleisig und elektrifiziert. Zwischen Hannover und Lehrte verläuft sie parallel zur teilweise zweigleisigen S-Bahn-Strecke, zwischen Groß Gleidingen und Braunschweig verläuft ein drittes Gleis, das hauptsächlich der Güterverkehr nutzt.

## Bildergalerie

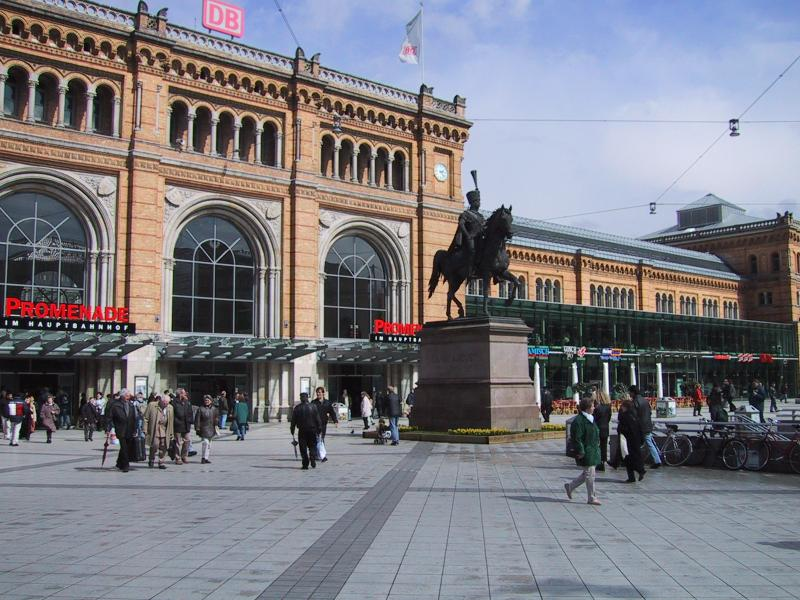
Hannover Hauptbahnhof heute
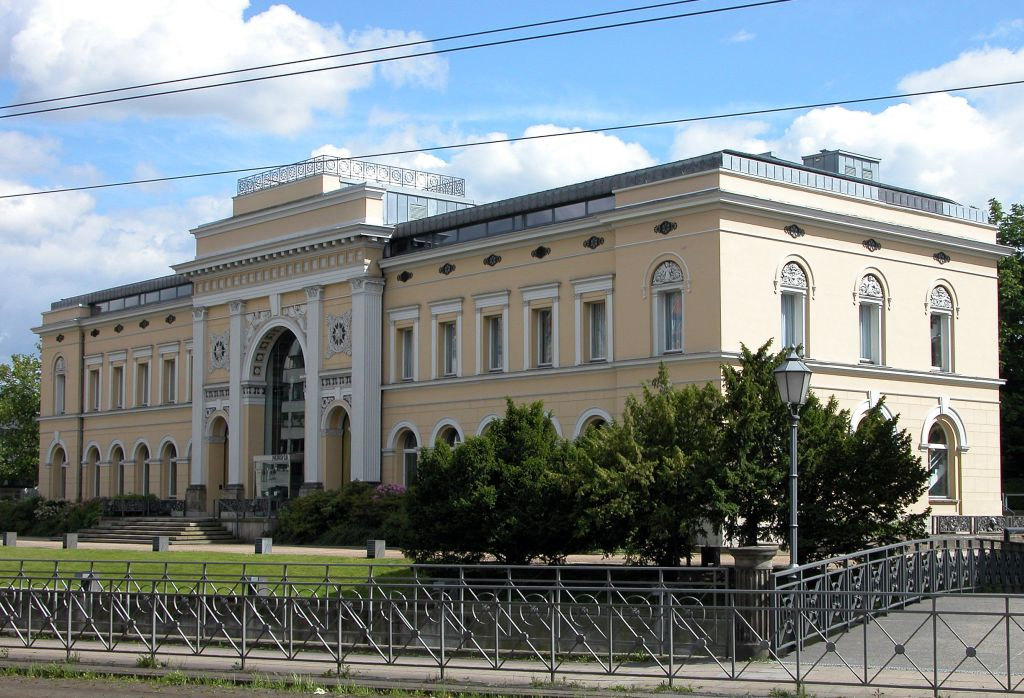
Der alte Braunschweiger Bahnhof wurde für diese Strecke errichtet.
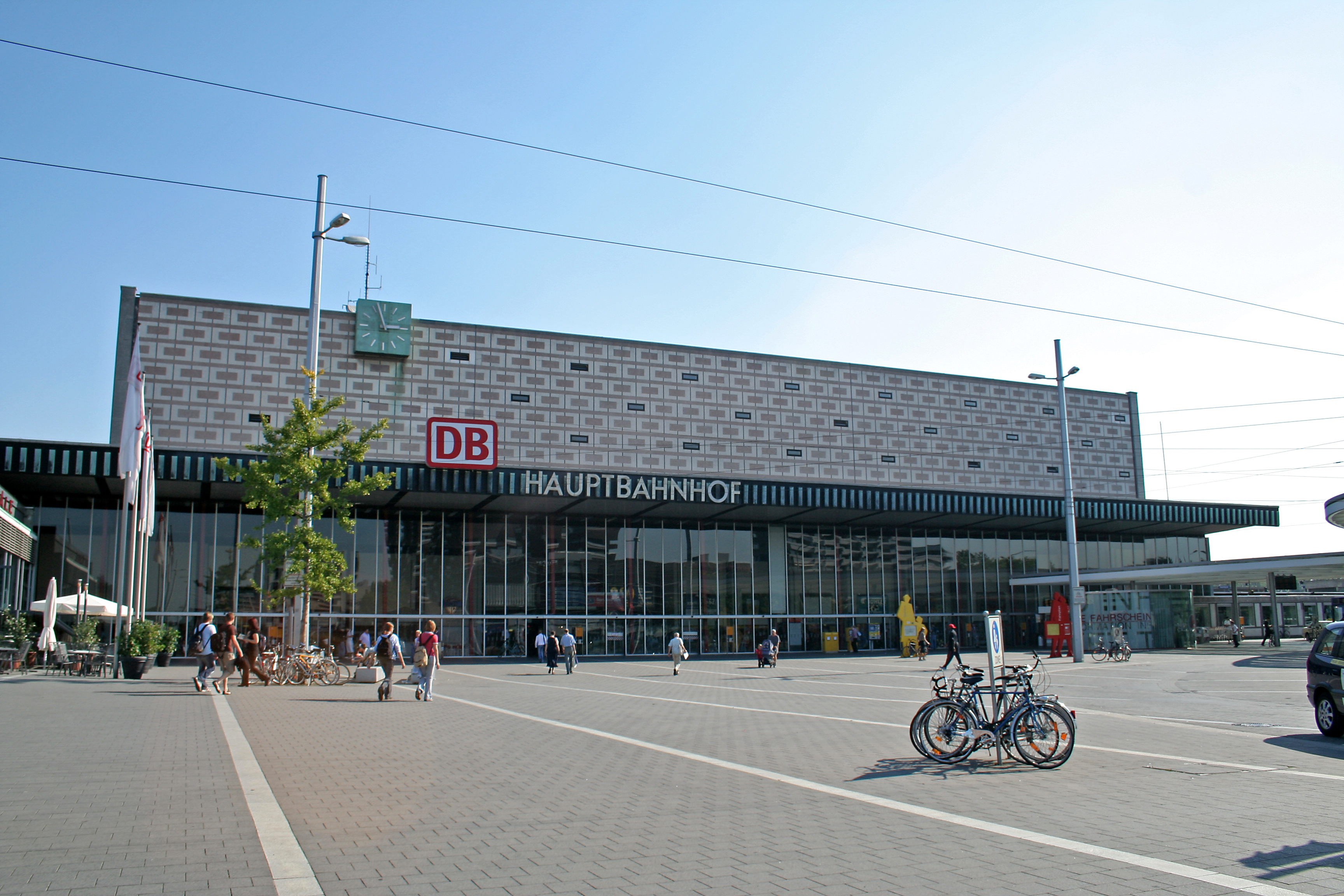
Der seit 1960 angefahrene Hauptbahnhof in Braunschweig
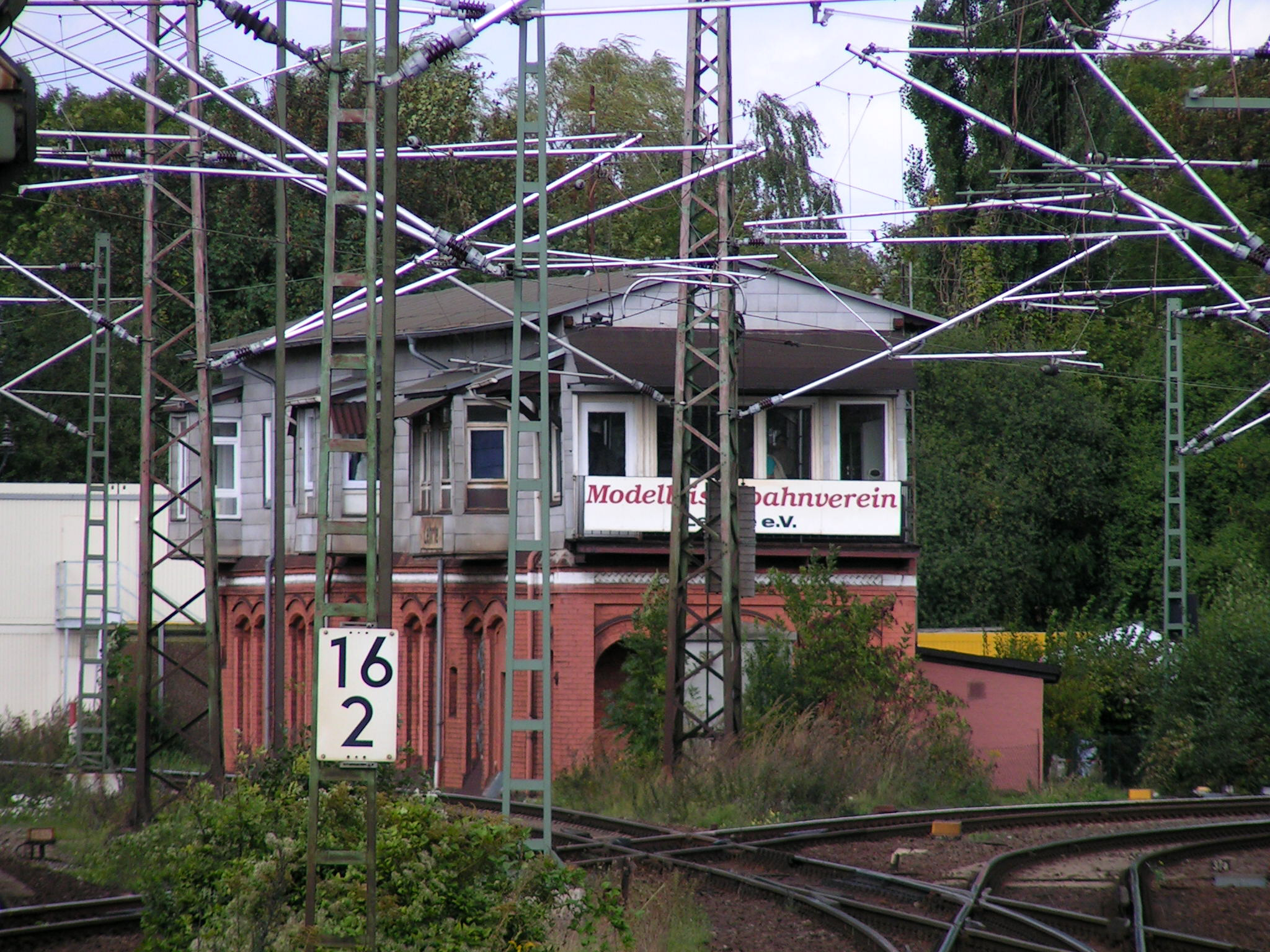
Altes Stellwerk im Lehrter Gleisdreieck